# Platinit
Platinit är en kolfattig legering av omkring 54 % järn och 46 % nickel. Platinit har samma utvidgningskoefficient som platina och har använts som ersättning för detta i glödlampor.